# 8459 Ларсбергкнут
8459 Ларсбергкнут (8459 Larsbergknut, 1981 EQ18, 1978 RB9) — астероїд головного поясу, відкритий 2 березня 1981 року.
Тіссеранів параметр щодо Юпітера — 3,188.